# Svævefly
Et svævefly har ingen motor og er derfor et fly, der hele tiden ved svæveflyvning bevæger sig frem ved at omsætte højde til fremdrift.
Såfremt den omgivende luft stiger mere, end flyet synker, vil flyet stige. Den omgivende luft, som bærer flyet oppe, kan forekomme på flere forskellige måder, dels som luft, der presses over en bakke eller et bjerg, dels som termik (opstigende varmere luft fra jorden, der solopvarmes uensartet).
Moderne svævefly flyver mere end 40 meter frem for hver meter, det synker (glidetal på over 40). De moderne svævefly omsætter derfor energi på en meget effektiv måde. Svævefly flyver mest effektivt ved hastigheder mellem 90 og 150 km/t, men kan nå hastigheder på over 300 km/t. 

## Nøgletal
Der er ca. 450 svævefly og motorsvævefly indregistreret i Danmark. Der flyves ca. 65.000 starter om året og i omegnen af 30.000 timer. Der sker 15-20 havarier om året, hvor der normalt kun er sket mindre materiel skade, f.eks. skader på understellet og lignende. Der er dog også indtruffet sjældne havarier med fatal udgang.

## Udviklingen
De første flyvemaskiner var svævefly. I begyndelsen af 1900-tallet gav deres konstruktion dog ikke megen mulighed for længere flyvning. Det foregik uden cockpit. Omkring anden verdenskrig blev der brugt svævefly til nedkastning af materiel. Disse svævefly blev slæbt af motorfly og sluppet et stykke væk fra landingsområdet. Dermed kunne større mængder krigsmateriel transporteres i fuld stilhed og landes uden at have en jævn landingsbane. USSR brugte svævefly til at træne deres militære piloter. Den mest producerede er Blanik, som har både luftbremser og flaps. De var primært tilstede for at træne piloten i deres brug. Den første virksomhed, der var baseret på svæveflykonstruktion var Alexander Schleicher GmbH & Co, der blev grundlagt i 1926.
Forskellen mellem et ældre svævefly i træ og et moderne glasfiberfly er primært vingeprofilen. Nye materialer som kulfiber gør det muligt at lave meget smalle profiler til vingen og dermed generere løft uden så megen modstand som på gamle trævinger. Det gør, at man komme hurtigere rundt. Træfly vejer som regel mindre og stiger dermed nemmere i termikken, men de tungere glasfiberfly udnytter derimod deres større planbelastningen for at flyve hurtigere med den samme egensynk. 
Dette betyder også, at modvind betyder mindre, da rejsehastigheden er gået op og har åbnet op for mere strækflyvning. Ved konkurrencer ser man ofte fly, der flyver 2–500 km lange opgaver med mere end 100 km/t i gennemsnit. 
I mange år var konkurrenceflyvningen baseret på brugen af kameraer. Et kamera blev monteret i flyet, og luftfotografierne blev brugt til at dokumentere, at flyet havde gennemfløjet sin opgave. Det var først i begyndelsen af 1990'erne, at GPS-udstyr, der var kompakt nok til montere i svævefly, kom på markedet. 
Nu om dage bruges GPS-loggere i stedet. Disse logger ens position over tid og gemmer data forseglet (krypteret), så man ikke kan ændre i data uden at det invaliderer logfilen. Disse filer hedder IGC filer, og det førende program til at visualisere disse hedder SeeYou. Moderne loggere har endvidere både en højdemålingstransducer og en minimikrofon der med registrering af baggrundsstøjen viser om man bruger hjælpemotor. Disse data optages også i IGC-filen.

## Klasser
Til konkurrencer er flere svæveflyklasser blevet defineret af FAI. De er:
- Standardklasse (Ingen flaps, 15 m vingespænd, vandballast tilladt)
- 15 meter-klasse (Flaps tilladt, 15 m vingespænd, vandballast tilladt) (eksempelvis: Rolladen-Schneider LS6)
- 18 meter-klasse (Flaps tilladt, 18 m vingespænd, vandballast tilladt) (eksempelvis: DG Flugzeugbau LS10)
- Åben klasse (Ingen begrænsninger)
- 2-sædet klasse (maksimum vingespænd 20 meter)
- Klub-klasse (Den klasse indeholder mange ældre fly med forskellig ydeevne for at konkurrere mod hinanden tilpasses resultaterne med handicap. Vandballast ikke tilladt).

## Instrumentering
Et svævefly skal som minimum være udstyret med fartmåler og højdemåler. I praksis ses dog så godt som altid også variometer, som fortæller om man stiger eller falder, krængningsmåler, og radio som skal benyttes, når man bevæger sig ind i kontrolleret luftrum, og ellers kan benyttes på særlige svæveflyvefrekvenser, hvor man udveksler informationer med andre piloter og svæveflyvepladserne. Krængningsmåleren kan enten være en kugle i et svagt buet rør, som viser om g-kræfterne virker lige ned mod flyets bund, eller en uldsnor på hood'en, som viser om flyet bevæger sig "rent" (lige frem) gennem luften. Flyves strækflyvning vil der også være enten kompas – anbragt lidt fra elektriske instrumenter – eller GPS, slutglidscomputer og barograf eller logger.

## Vandballast
Et svævefly kan påfyldes vandballast. Da det er aerodynamikken der bestemmer glidetallet vil glidetallet for det samme svævefly med og uden vandballast være det samme. Det tunge fly vil falde hurtigere end det lette så et tungt fly vil hurtigere nå fra toppen af den ene termikboble til bunden af den næste termikboble (f.eks. 120 km/t frem for 100 km/t). Opdriften i termikboblen er afhængig af flyets vægt så et let fly vil hurtigere løftes til toppen end et tungt fly. Men med kraftig termik vil denne tidsforskel mere end opvejes af det tunge flys hurtigere glid mellem termikboblerne. Ved svag termik bruges ikke vandballast da tiden med at kredse i termikboblerne forøges. Det er en balancegang mellem termik og vandmængde.
Svævefly har op til 200 liter (kg) vand om bord og ballasten kan tømmes overbord efter behov – helst før landingen.

## Motorsvævefly
Nogle svævefly har en motor installeret. Den kan bruges til at få svæveflyet til at stige, men er for det meste slukket. Motorsvævefly kræver i Danmark S-certifikat med omskoling.